# Измайлов, Мешади Мирза Кафар

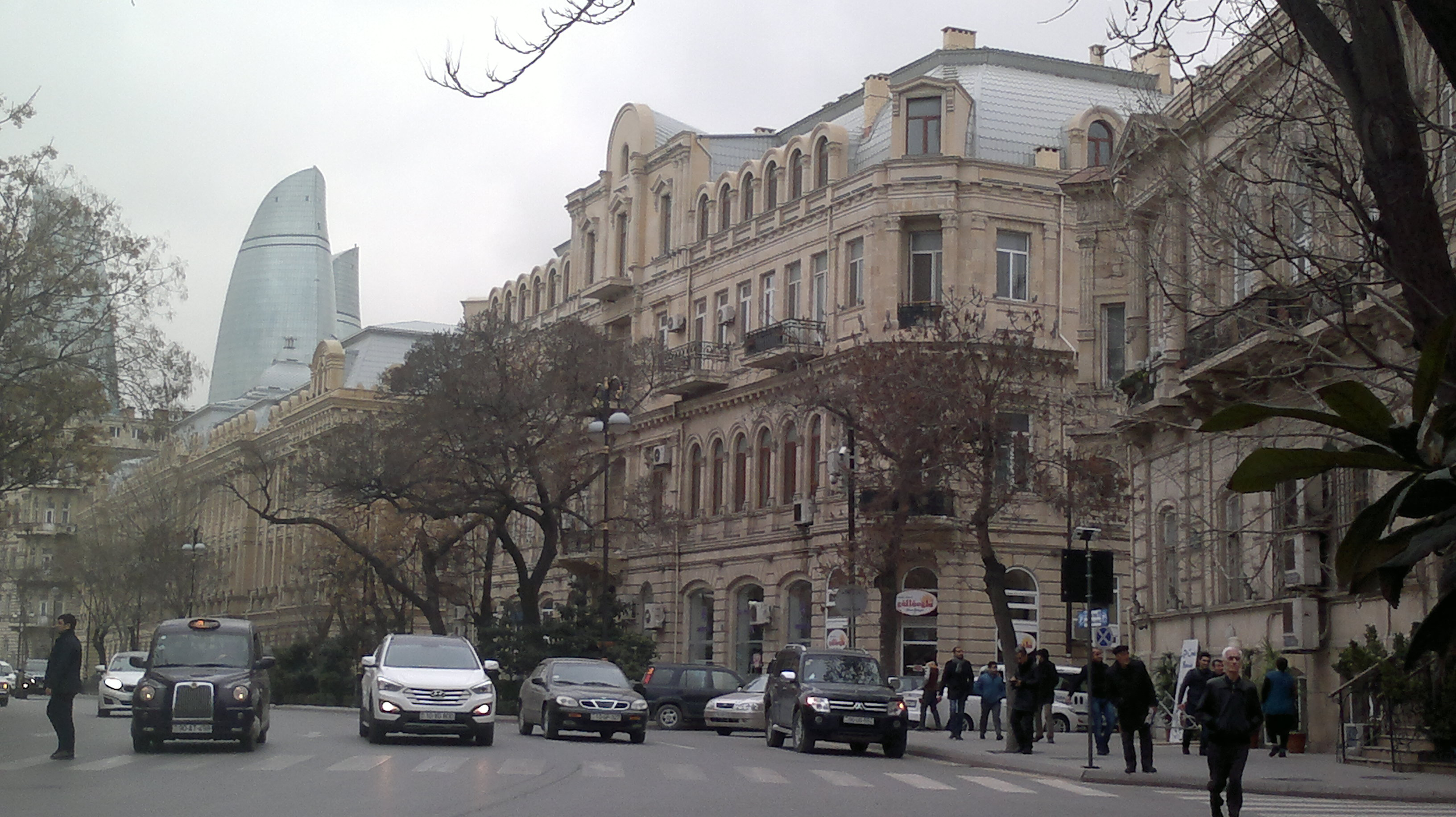
Здание на улице Истиглалият, 35. Архитектор Мешади Мирза Кафар Измайлов

Мешади Мирза Кафар Измайлов (азерб. Məşədi Mirzə Qafar İsmayılov) — азербайджанский архитектор конца XIX века, построивший свыше ста одно- и двухэтажных жилых дома, множество лавок, мечеть, баню.
Кафар Измайлов был учеником другого видного архитектора своего времени бакинского городского архитектора Касым-бека Гаджибабабекова. С 1868 по 1898 год Измайлов в основном занимался частной практикой. Также Измайлов характеризуется как хороший график. Измайлову приписываются 25 домов в Ичери-шехер
Построенная в 1898 году по проекту Измайлова мечеть Гасым-бека на улице Карантинной (ныне — Ази Асланова) внешне напоминает Бегляр-мечеть в Ичери-шехере, хотя и имеет небольшие конструктивные отличия.